# フォーチュン・ゴーディエン
フォーチュン・エバレット・ゴーディエン（Fortune Everett Gordien、1922年9月9日 - 1990年4月10日）は、アメリカ合衆国の陸上競技選手。円盤投の選手として1948年ロンドンオリンピックから3大会連続オリンピックに出場。

## 経歴
ロンドン大会では50.77mの記録で、 アドルフォ・コンソリーニ(Adolfo Consolini)、ジュゼッペ・トージ(Giuseppe Tosi)の2人のイタリア選手についで3位となり、銅メダルを獲得。ヘルシンキ大会では、惜しくも4位となりメダルを逃したものの、1956年のメルボルン大会では、54.81mの記録で、後にオリンピック4連覇を果たすこととなるアメリカのアル・オーター(Al Oerter)に次いで銀メダルを獲得した。

## 主な実績
| 年   | 大会                   | 場所                         | 種目   | 結果 | 記録   |
| ---- | ---------------------- | ---------------------------- | ------ | ---- | ------ |
| 1948 | オリンピック           | ロンドン（イギリス）         | 円盤投 | 1位  | 50.77m |
| 1952 | オリンピック           | ヘルシンキ（フィンランド）   | 円盤投 | 4位  | 52.66m |
| 1955 | パンアメリカン競技大会 | メキシコシティ（メキシコ）   | 砲丸投 | 2位  | 15.98m |
| 1955 | パンアメリカン競技大会 | メキシコシティ（メキシコ）   | 円盤投 | 1位  | 53.10m |
| 1956 | オリンピック           | メルボルン（オーストラリア） | 円盤投 | 2位  | 54.81m |